# Carex foenea
Carex foenea är en halvgräsart som beskrevs av Carl Ludwig von Willdenow. Carex foenea ingår i släktet starrar, och familjen halvgräs. Inga underarter finns listade i Catalogue of Life.